# Том Бромілоу
Томас Джордж Бромілоу (англ. Thomas George Bromilow, 7 жовтня 1894, Ліверпуль — 4 березня 1959, Нанітон) — англійський футболіст, що грав на позиції півзахисника. По завершенні ігрової кар'єри — тренер.
Виступав за клуб «Ліверпуль», у складі якого — дворазовий чемпіон Англії, а також національну збірну Англії.

## Клубна кар'єра
Брав участь у Першій світовій війні. Демобілізувавшись, 24-річний Бромілоу повернувся до рідного Ліверпуля, де звернувся до тренерів однойменного клубу з проханням влаштувати йому перегляд. Зумів вразити своїми футбольними навичками і уклав з клубом професійний контракт.
Однаково ефективно виконував функцію руйнування атак суперників і організовув атаки своєї команди, швидко ставши ключовим півзахисником «Ліверпуля». 1922 року допоміг команді стати чемпіоном Англії, а наступного сезону — захистити чемпіонський титул. Загалом футбольна кар'єра Бромілоу, яка повністю пройшла у «Ліверпулі», тривала дванадцять років.
2006 року був обраний до списку 100 найвизначніших гравців в історії «Ліверпуля», складеного за результатами опитування понад ста тисяч уболівальників команди.

## Виступи за збірну
1921 року дебютував в офіційних матчах у складі національної збірної Англії. Протягом кар'єри у національній команді, яка тривала 5 років, провів у формі головної команди країни 5 матчів.

## Кар'єра тренера
Завершивши виступи на футбольному полі, влітку 1930 року виїхав до Амстердама, де отримав перший тренерський досвід.
1932 року став головним тренером команди клубу «Бернлі» з другого англійського дивізіону.
З 1935 по 1939 рік тренував третьоліговий «Крістал Пелес», з перервою на сезон 1936/37, протягом якого працював з представником того ж третього дивізіону «Ньюпорт Каунті».
Сезон 1939/40 розпочав на чолі команди «Лестер Сіті» з другого дивізіону, проте після перших трьох турів чемпіонату він був перерваний через початок Другої світової війни. Протягом усієї війни залишався головним тренером лестерської команди, хоча офіційні матчі протягом цього періоду в Англії не проводилися.
У повоєнні роки залишив «Лестер Сіті» і повернувся до «Ньюпорт Каунті», в якому й завершив тренерську кар'єру 1950 року.
Помер 4 березня 1959 року на 65-му році життя у місті Нанітон.

## Титули і досягнення
- Чемпіон Англії (2):

«Ліверпуль»: 1921-1922, 1922-1923